# Квинт Аквилий Нигер
Квинт Аквилий Нигер (лат. Quintus Aquilius Niger) — римский государственный деятель начала II века.
О его происхождении ничего неизвестно. В 117 году он был консулом с Марком Ребилом Апронианом. Затем он был проконсулом Сицилии.